# Dick Calkins
Pour les articles homonymes, voir Calkins.
Dick Calkins, né Richard Calkins (1894-1962), est un dessinateur américain connu pour avoir été le premier dessinateur du comic strip Buck Rogers.

## Biographie
Il commence sa carrière comme dessinateur humoristique au Chicago Examiner.
En 1933 il s'associe avec le scénariste Phil Nowlan pour dessiner le comic strip Buck Rogers d'après son roman Armaggedon 2419 AD paru dans  le pulp magazine Amazing Stories. Buck Rogers est le premier strip de science-fiction. Il dessine cette série jusqu'en 1947. À la mort de Phil Nowland en 1940, il en assure le scénario. Dick participe aussi aux séries de films d'Universal en 1939, réalisées par Ford Beebe et Saul A. Goodkind.